# Fatehpur Sikri
Fatehpur Sikri (Stad van de overwinning gelegen bij Sikri) is een stad en gemeente in het district Agra van de Indiase staat Uttar Pradesh. Het was de hoofdstad van het Mogolrijk van 1571 tot 1585, en werd gebouwd door de Mogolheerser Akbar de Grote in rotsachtig gebied op 37 km ten westen van de stad Agra in Uttar Pradesh, India. Omdat het een ceremoniële hoofdstad was, werd de stad nooit versterkt. Fatehpur Sikri is uniek in zijn opzet en architectuur. Men neemt aan dat de stad de persoonlijkheid en principes van Akbar uitdrukken.

## Geschiedenis
De keizer bouwde de stad ter ere van de moslim soefi-heilige Salim Chishti. Akbar had nog geen troonopvolger maar Salim Chishti voorspelde dat hij nog drie zonen zou krijgen. De voorspelling kwam inderdaad uit. De oudste zoon was prins Salim, de latere keizer Jahangir. Akbar begon de bouw in Sikri, het dorpje vlak bij de plek waar de heilige voor zijn dood gewoond had in 1571. Akbar liet er voor Salim Chishti een mooi mausoleum bouwen.
Een zeer bijzonder gebouw is het Ibadat Khanna (huis van aanbidding), waar sinds 1580 onder leiding van keizer Akbar interreligieuze dialogen werden gehouden. Vanaf 1582 deden ook de christenen mee, vertegenwoordigd door enkele rooms-katholieke jezuïeten. Het Ibadat Khanna was waarschijnlijk tegelijkertijd de Diwan-i-Khass (lett.: zaal voor privé-audiënties).
Het duurde vele jaren om Fatehpur Sikri te bouwen, maar in 1585, slechts enkele jaren nadat het voor het eerst werd bewoond, werd de stad alweer verlaten wegens een tekort aan drinkwater. Dit werd veroorzaakt door de hoge, rotsachtige gronden waarop Fatehpur Sikri gebouwd was.

## Demografie
Volgens de Indiase volkstelling van 2001 wonen er tegenwoordig 28.754 mensen in Fatehpur Sikri, waarvan 53% mannelijk en 47% vrouwelijk is. De plaats heeft een alfabetiseringsgraad van 46%.

## Galerij

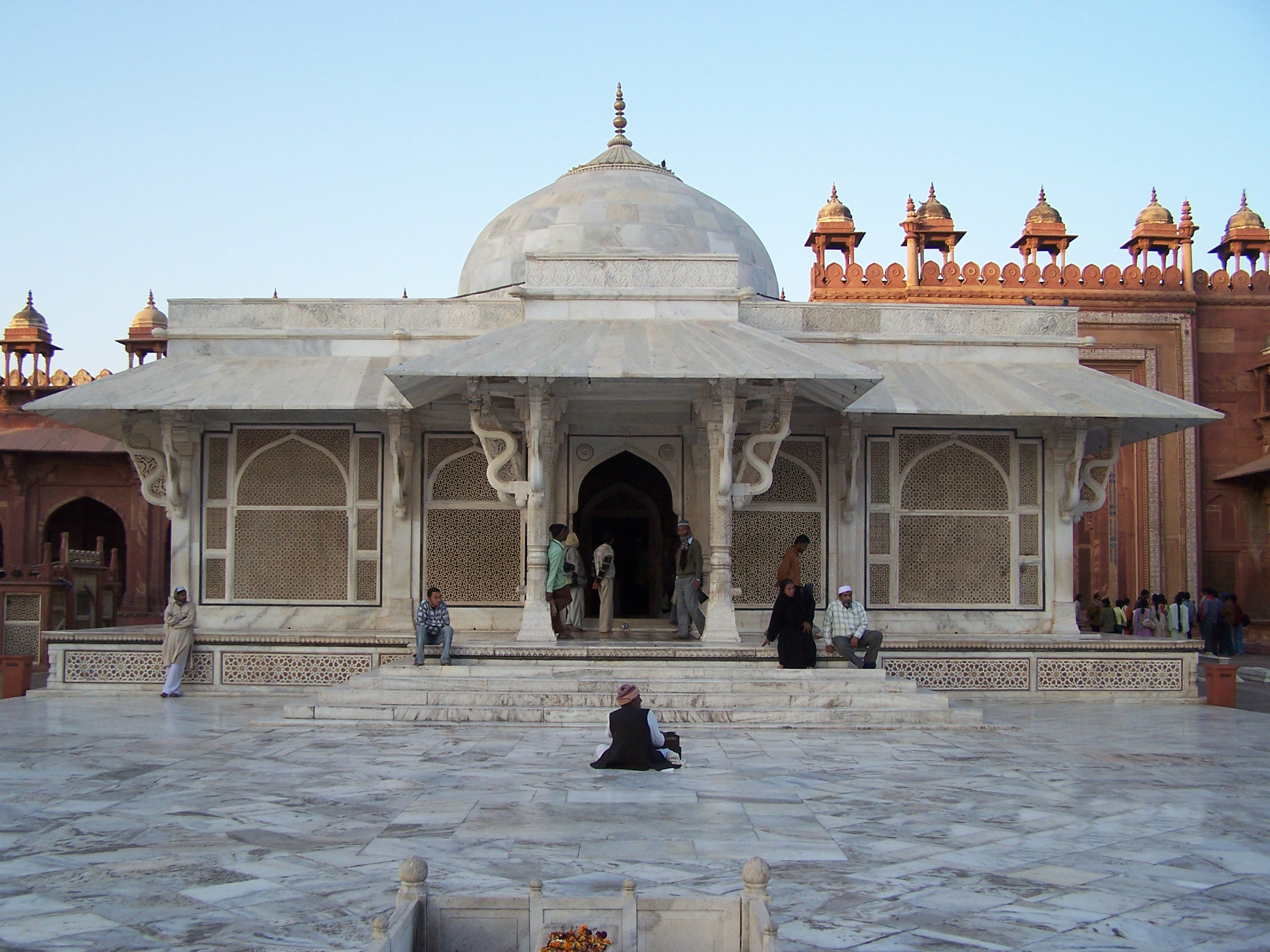
Graftombe van Salim Chishti
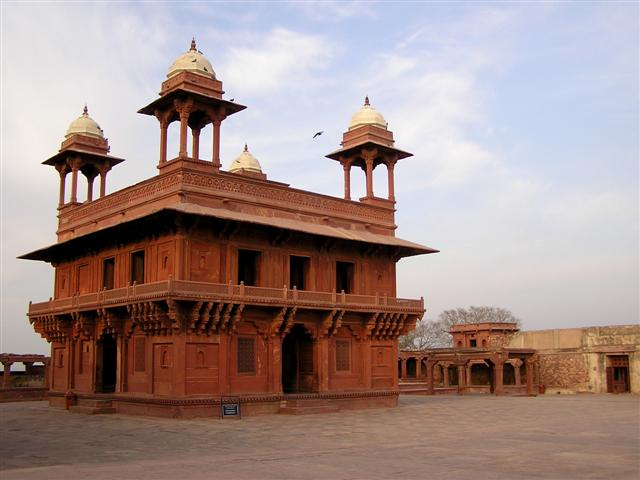
Diwan-i-Khass
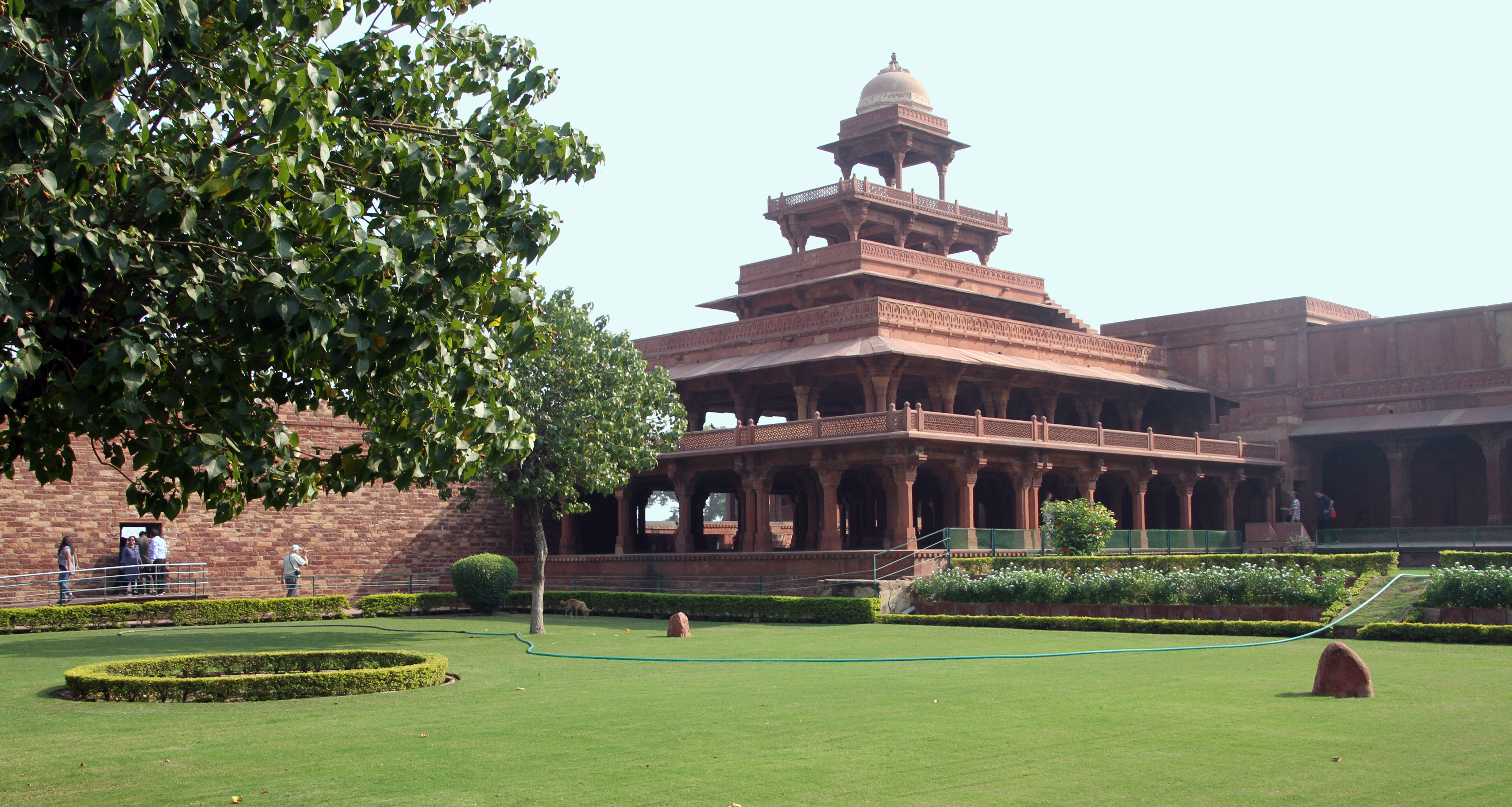
Panch Mahal
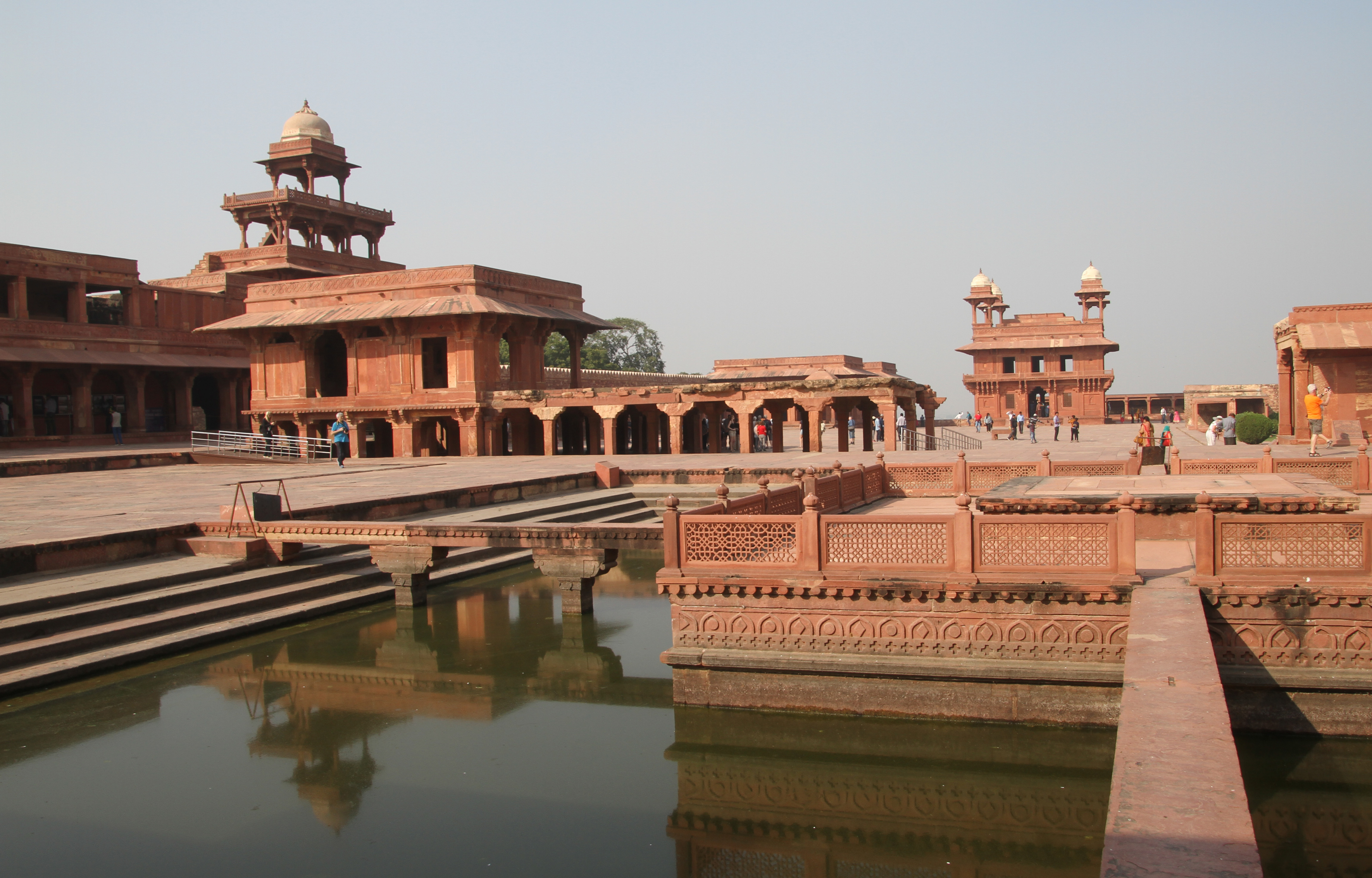
Anup Talao